# Holwierde
Holwierde (53° 21′ N, 6° 52′ L) é uma cidade dos Países Baixos, na província de Groninga. Holwierde pertence ao município de Delfzijl, e está situada a 26 km, a nordeste de Groningen.
Em 2001, a cidade de Holwierde tinha 813 habitantes. A área urbana da cidade é de 0.27 km², e tem 323 residências. 
A área de Holwierde, que também inclui as partes periféricas da cidade, bem como a zona rural circundante, tem uma população estimada em 1040 habitantes.